# 高橋ひろ
高橋 ひろ（たかはし ひろ、本名：高橋 裕幸〈たかはし ひろゆき〉、1964年8月10日 - 2005年11月4日）は、日本のシンガーソングライター・作曲家。血液型B型。

## 活動経歴
1984年頃から「POPSICLE」というバンドで活動していたが、財津和夫に才能を認められ、1987年にチューリップに加入しプロデビュー（ちなみに87年の時点でチューリップのデビュー時のオリジナルメンバーは財津のみであった）。アルバムとしては『PRIMARY COLOR』、『そんなとき女を好きになる』、『Well』の3枚のアルバムおよびライブ作品『TULIP FINAL TOUR Well』に参加。当時は本名の高橋裕幸を名乗っており、ボーカル、キーボード、パーカッション、サックスを担当。バンド内でもシングルのカップリング曲のボーカルを手がけたり、アルバム曲に自作曲を提供するなど財津も高橋の才能を買っていた。
1989年、チューリップが解散すると一時的にPOPSICLEを再結成し、インディーズからアルバムをリリースしたほか、個人としてCMやビデオパッケージのBGMの作曲も手がける。1992年にPOPSICLEを解散し、作曲家としてアイドルらに楽曲を提供する。
1993年にソロアーティストとして再デビュー。同年にリリースした1枚目のシングル「いつも上機嫌」は、フジテレビ系列平日朝の情報番組『オルトレ・イ・チンクワンタ』のテーマソングに起用された。
その後、テレビアニメ『幽☆遊☆白書』のエンディングテーマとなった「アンバランスなKissをして」、「太陽がまた輝くとき」のヒットで音楽番組にもしばしば顔を出すまでになったが、所属レーベルであったメディア・レモラスの解散の影響や、後述する健康上の理由で歌手活動をファンクラブ向けのライブや限定CDのリリースなどに縮小し、以降はアニメソングや舞台音楽、テレビ・ラジオのジングルなど、ポニーキャニオン関連のコンテンツを中心とした楽曲提供を活動の主軸としていた。2005年度の『ニッポン放送ショウアップナイター』の番組ジングルも彼の作品であった（その後も2008年度まで引き続き使用された）。
生前、北海道の静内町（現・新ひだか町）を気に入り、町のために「SHIZUNAI〜僕の好きな風景〜」を制作。町の協力のもと、地元の有志「CD制作実行委員会」によりCD化、地元CDショップや観光協会で販売されている。
2005年11月4日、後腹膜腫瘍による多臓器不全で死去。41歳没。20代から持病を抱えており、6、7回の手術を受け、入退院を繰り返しながらも途切れることなく音楽活動を続けていた。亡くなる1か月前には新曲も完成し、本格的な歌手活動の再開に意欲を示していたが、11月に入ってから容体が悪化。最後は家族に「アーティストとして恵まれた環境だった。幸せな人生を送れた」と言い残して息を引き取ったという。罹患した後腹膜腫瘍は非常に稀有な病気で、年間の新規発症者数は10万に1人程度と言われている。

## エピソード
『ミュージックステーション』で、中学生時代にタモリが当時ラジオでオフコース等の軟派系ミュージックを批判しているのを聞いて、それがきっかけで軟派系のレコードを捨てて音楽性を変えたという話をしている。
小学校5年生の時に「女心」と「北の街」という曲を作曲したことを『HEY!HEY!HEY! MUSIC CHAMP』で明かした。
1997年、前川清に楽曲「恋未遂」（作詞：及川眠子）を提供、シングルとして発売されている。
1998年に出版されたデータブック『筒美京平の世界』（シンコーミュージック、ISBN 9784401701391）に寄稿し、筒美に対する敬意、また堺正章のアルバム収録曲「田舎の教会で」など、筒美の作品に対する思い入れについて綴っている（2011年に出版された同書の“増補新訂版”には、掲載されていない）。
2010年3月15日、没後4年を経てポニーキャニオンより『高橋ひろ ベスト・コレクション』がリリースされた。2023年11月22日には、ソロデビュー30周年記念でメディア・レモラス時代の全音源をリマスター処理して収録したCDと、PVとライブDVDセットの『高橋ひろ MEDIA REMORAS YEARS REMASTERED BOX』がリリースされた。

## ディスコグラフィ

### アルバム
- 君じゃなけりゃ意味ないね（1993年11月19日）
- WELCOME TO POPSICLE CHANNEL（1994年11月18日）
- new horizon（1995年11月17日）
- Great Big Kiss（2000年11月11日）
- 高橋ひろ ベスト・コレクション（2010年3月15日）
- 高橋ひろ MEDIA REMORAS YEARS REMASTERED BOX（2023年11月22日）

### シングル
- いつも上機嫌（1993年11月19日）
- アンバランスなKissをして（1993年12月17日）
- 君じゃなけりゃ意味ないね（1994年2月18日）
- 太陽がまた輝くとき（1994年6月17日）
- くちびるがほどけない（1995年6月21日）
- しあわせのパイロット（1995年11月1日）
- ソーダ・ファウンテン（1998年10月1日）
- なぜなに君の大図鑑（2002年3月23日）
- 華麗なるone step（2002年9月16日）
- 微笑みの爆弾（歌：馬渡松子）/アンバランスなKissをして/太陽がまた輝くとき（2005年6月1日） ※2曲とも再録音ヴァージョン

## 楽曲提供作品

### 作曲
- いっこく堂「きみの心がわかる」「ザ・ドールズのテーマ」
- 井ノ上京&ホークモン「愛の騎士」
- 井上麻美「日曜日のプラトン」
- カルト「LOVE SONGをあなたに」
- 鬼太郎「ゲゲゲの音頭」
- 城戸丈&ゴマモン「空をクロール」「無敵のバタ足」
- こんぺいとう「SUKI SUKI大好き」
- 桜井智「愛すること」
- 佐々木望「DA-TTA-LA-NA」
- 霜月はるか「手を放さずに」
- 白倉由美「アイスクリームの呪い」
- 陣「つむじ風でフライアウェイ」
- 関俊彦「生直肝要之事」
- 高橋直純「君が夢見た未来、ボクが夢見た未来。」
- 武之内空&ピヨモン「私の五線譜」
- 多田葵「エニータイムモーマンタイ」
- TOMO「きっといつか…遥かな場所で」
- ドリーミング「パンナのパンチ」
- 中川亜紀子「素顔のままで」
- 中島由紀江「風がつれてきたSTORY」
- 永島由子「太陽をバックに」
- 名塚佳織「夏唄〜ちりり〜」
- 夏樹リオ「ヤマトナデシコ・パニック」
- 成田紗矢香「アリスの憂鬱」「ジェリーフィッシュ」「ソラミミが、こぼれてる」
- 野中藍「冬唄〜ほろろ〜」
- 氷見友樹「SAY YES!〜友樹のテーマ〜」
- フェアリー・テール「青空のカウントダウン」「不思議の国のフェアリーテール」
- フレンズ「じゃあね！」
- Bottle fairy「四季唄〜瓶詰妖精〜」
- ポニセキ「涙があふれても」
- 堀江由衣「秋唄〜さらら〜」
- 前川清「恋未遂」
- 松本美和「DON'T STOPパタパタ」
- 山崎和佳奈「LOVE AND HATE」
- 李健良＆テリアモン「僕のともだち」
- 李小春＆ロップモン「届きたいな」

### 作詞・作曲
- 大阪パフォーマンスドール「マイスゥイートコンプレックス」
- 佐々木望「絹のブラウス」「夏と波と君と」
- フレンズ「がんばらないで」
- Re:Japan「オーマイゴッド！」